# خاشوری
خاشوری (به گرجی: ხაშური) شهری در استان شیدا کارتلی گرجستان است. جمعیت این شهر طبق سرشماری سال ۲۰۰۹ میلادی ۲۸٬۳۰۰ نفر بوده‌است.